# اميليا مايليس زمة
اميليا مايليس زمة (مواليد 17 ديسمبر 2005) هي لاعبة كرة قدم تلعب كمهاجمة لفريق سارسيلز للسيدات في الدرجة الثالثة. ولدت في فرنسا، وتمثل الجزائر دولياً.

## المسيرة الكروية
بدأت اميليا مسيرتها الكروية مع نادي ميزيو، حيث لعبت هناك من عام 2012 إلى عام 2014. ثم انضمت إلى يو إس إيست ليون فوت لمدة عام واحد قبل العودة إلى ميزيو. بعد موسم واحد، انضمت إلى أكاديمية وفرق الشباب في أولمبيك ليون.
فازت ببطولة فرنسا تحت 19 عامًا مرتين في عامي 2022 و2024 مع ليون.

## المسيرة الدولية
كانت اميليا جزءًا من تشكيلة الجزائر لبطولة شمال إفريقيا للسيدات تحت 20 عامًا 2023. وعلى الرغم من حصولها على المركز الثاني، فقد كانت هدافة البطولة بثلاثة أهداف. في أكتوبر 2023، اختيرت لمباريات تصفيات كأس العالم للسيدات تحت 20 سنة 2024 ضد مالي.
في 22 فبراير 2024، تلقت أول استدعاء لها للانضمام إلى منتخب الجزائر الأول لمباراتين وديتين ضد بوركينا فاسو. في 24 فبراير 2024، ظهرت لأول مرة كبديلة للينا بوساحة في الدقيقة 65.

## إحصائيات المهنة

### النادي
آخر تحديث 1 مايو 2024.
| النادي          | موسم            | الدوري          | الدوري | الدوري  | كوب    | كوب     | إقليمي | إقليمي  | آخر    | آخر     | المجموع | المجموع |
| النادي          | موسم            | قسم             | الظهور | الأهداف | الظهور | الأهداف | الظهور | الأهداف | الظهور | الأهداف | الظهور  | الأهداف |
| --------------- | --------------- | --------------- | ------ | ------- | ------ | ------- | ------ | ------- | ------ | ------- | ------- | ------- |
| ليون ب          | 2023–24         | الدرجة الثانية  | 9      | 2       | —      | —       | —      | —       | —      | —       | 9       | 2       |
| المجموع الوظيفي | المجموع الوظيفي | المجموع الوظيفي | 9      | 2       | —      | —       | —      | —       | —      | —       | 9       | 2       |

### دولي
آخر تحديث 7 أبريل 2024.
| المنتخب الوطني | سنة     | الظهور | الأهداف |
| -------------- | ------- | ------ | ------- |
| الجزائر        | 2024    | 1      | 0       |
| المجموع        | المجموع | 1      | 0       |

## الأوسمة
فردي
- هداف بطولة اتحاد شمال إفريقيا للسيدات تحت 20 سنة: 2023.[11]

## روابط خارجية
- اميليا مايليس زمة على موقع قاعدة بيانات كرة القدم.إي يو (الإنجليزية)